# Franz Kinzl
Franz Kinzl (Mettmach, 2 juli 1895 – Lambach, 23 oktober 1978) was een Oostenrijkse componist, dirigent, onderwijzer, hoboïst, organist en muziekcriticus. Hij was een zoon van het echtpaar Franz Kinzl sen. en Elise Kinzl; zijn vader was eveneens onderwijzer en dirigent van het plaatselijk harmonieorkest (Musikverein Altenhof am Hausruck).

## Levensloop
Kinzl studeerde pedagogiek aan het bisschoppelijke lerarenseminaar in Linz waar hij ook het vak muziek studeerde bij Julius Polzer en studeerde vanaf 1912 aan de school van de muziekvereniging Linz, de voorloper van de huidige Anton Bruckner Privatuniversität Linz, hobo. Verder studeerde hij privé bij Franz Neuhofer (zang) en bij een leerling van Anton Bruckner met naam Josef Gruber (orgel).
Als onderwijzer werd hij vanaf 1914 werkzaam in Andrichsfurt en later in Eberschwang. Gedurende de Eerste Wereldoorlog werd hij op 4 juli 1915 ingelijfd in het "keizerschuttesregiment nr. 2" in Bozen en was dirigent van diverse militaire muziekkapellen, onder andere ook van de muziekkapel van het zijn regiment in Bozen. Gedurende de oorlog was hij uitsluitend aan de Zuidelijke front en kwam in Italiaanse krijgsgevangenschap. In het camp van de krijgsgevangenen in Servigliano werkte hij wederom als concert- en theaterdirigent. Na de oorlog behaalde hij aan de Musikakademie Wien, nu: Universität für Musik und darstellende Kunst Wien, in Wenen zijn diploma als kapelmeester.
Hij was onderwijzer in Atzbach, waar hij in 1921 het blaasorkest (her)oprichtte, Hirschbach im Mühlkreis en Linz (vanaf 1938 aan de "Knabenvolksschule"). Aan alle plaatsen was hij eveneens organist, dirigent van het kerkkoor en het blaasorkest. Tussendoor liet hij zich vanaf 1925 van de schooldienst dispenseren en werd militaire kapelmeester van de muziekkapel van het Alpenjagersregiment nr. 12 in Innsbruck (1925-1928). Daarnaar ging hij weer in de schooldienst terug.
Kinzl heeft in tegenstelling tot vele andere Duitse en Oostenrijkse componisten nooit verloochend, dat hij lid van de Nationaalsocialistische Duitse Arbeiderspartij is geweest. Hij werd al in april 1933 - samen met zijn broer Fritz (Friedrich) - lid van de partij en had de ledennummer 1 619 526. In februari 1937 werd hij lid van het nazi-onderwijzersbond (NS-Lehrerbund). Na de Tweede Wereldoorlog voltrok hij een 180°-wending van zijn politieke aanzichten en werd lid van de communistische partij van Oostenrijk (KPÖ). Na de oorlog richtte hij in Stadl-Paura een orkest van muziekonderwijzers op en werd hun dirigent.
Hij was eveneens docent voor muziek aan de Opper-Oostenrijkse lerarenacademie en muziekconsulent van de stad Linz. Verder werkte hij als muziekadviseur voor het studio Linz van de Oostenrijkse publieke omroep ORF. Later werd hij muziekrecensent en muziekcriticus van het dagblad "Neue Zeit".
Als dirigent van blaasorkesten had hij de behoefte aan authentieke concertante blaasmuziek voor de muziekverenigingen uitgemaakt. Met uitzondering van de marsen en dansen was er toen niet veel originele muziek voor deze formaties op de markt. Voor Oostenrijk werd hij een van de grote initiatiefnemers onder de componisten, die deze orkestvorm met authentieke, zelfstandige, symfonische blaasmuziek verzorgde. Daarnaast schreef hij ook werken voor orkest, vocale muziek en kamermuziek. Hij ontving de Anton-Bruckner-prijs van de Oostenrijkse deelstaat Opper-Oostenrijk en werd in 1965 door de Oostenrijkse Bondspresident Franz Jonas tot professor benoemd. In 1970 vertrok hij naar Lambach en overleed aldaar op 23 oktober 1978. De landelijke Oostenrijkse federatie voor blaasorkesten ("Österreichischer Blasmusikverband") heeft een medaille naar hem vernoemd, de Prof.-Franz-Kinzl-Medaille, die aan blaasorkesten uitgereikt wordt, welke meer dan 10 jaar tijdens de landelijke wedstrijden van deze federatie voortreffelijke resultaten hebben behaald. 

## Composities

### Werken voor orkest
- 1936: - Scherzfuge "Wer niemals einen Rausch gehabt, der ist kein braver Mann", symfonische variaties
- - Concert, voor fagot en orkest
- - Die Stadt, symfonisch gedicht
- - 3 symfonieën

### Werken voor harmonieorkest
- 1953: - Vino santo, ouverture
- 1956: - Der Ackersmann, ouverture
- 1958-1959: - Symfonie in c mineur, voor harmonieorkest - première: 15 mei 1960 in het "Landestheater Linz" door de "Militärmusik Oberösterreich" o.l.v. Rudolf Zeman[10]
- 1961: - Froschmärchen, romantische ouverture vrij naar de Gebroeders Grimm
- 1961: - Singendes Land, ouverture naar een lied uit Opper-Oostenrijk
- 1962: - Concert, voor trompet en harmonieorkest
- 1962: - Concertino
- 1962: - Feierliches Einspiel
- 1962: - Harmlose Scherze, ouverture
- 1962: - Hubertusritt, ouverture
- 1962: - Pilgerfahrt, ouverture
- 1969: - Festlicher Gesamtchor, voor harmonieorkest
- 1970: - Ein Krimi, symfonische story voor harmonieorkest
  1. Das Verbrechen
  2. Recherchen
  3. Indizienbeweis
- 1970: - Feierliches Präludium, voor harmonieorkest
- 1972-1973: - Skizzen zu einer Geschichte von Stadl-Paura
- - A lustigö Eicht, kleine parafrase
- - Die Waldruine, ouverture
- - Jubiläums-Ouvertüre
- - Manifestation, feestelijk voorspel
- - Musik zum Frankenburger Würfelspiel
- - Prologus brevis, ouverture
- - Romantische Skizze

### Missen en andere kerkmuziek
- - 6 Missen

### Muziektheater

#### Opera's
| Voltooid in | titel             | aktes | première | libretto |
| ----------- | ----------------- | ----- | -------- | -------- |
| 1956        | Die Jubilarin     |       |          |          |
|             | Keuschheitsgürtel |       |          |          |

#### Ballet
| Voltooid in | titel  | aktes | première                        | libretto | choreografie |
| ----------- | ------ | ----- | ------------------------------- | -------- | ------------ |
| 1965        | Seance |       | 7 mei 1965, Linz, Landestheater |          |              |

### Vocale muziek

#### Cantates
- - Osterkantate, voor solisten, gemengd koor en orkest

#### Werken voor koor
- 1930: - Der Krug, voor gemengd koor

#### Liederen
- 1972: - Was ist Liebe?, voor zangstem en piano - tekst: Doris Dematté

### Kamermuziek
- 1935: - Divertimento, voor klarinet, hoorn en fagot
- 1937: - Bläserserenade, voor 12 blazers
- 1938: - Trauersuite "In memoriam", voor hoornkwartet
- 1961: - Konzert auf der Hausbank, 8 kleine Spelstukken voor 3 blaasinstrumenten
- - Intrade, voor koperensemble en pauken
- - Suite, voor hoornkwartet